# جمهوری شوروی مغان
جمهوری شوروی مغان یا جمهوری شوروی لنکران حکومتی کوتاه‌مدت طرفدار بلشویک‌ها بود که پس از انقلاب ۱۹۱۷ روسیه از ماه مارس تا ژوئن ۱۹۱۹ میلادی در تالش شمالی به جهت مخالفت و رویایی با جمهوری دموکراتیک آذربایجان در باکو تشکیل شد. این جمهوری عمدتاً توسط روس‌های ساکن در این منطقه اعلام موجودیت کرد و هنگامی که ارتش جمهوری دموکراتیک آذربایجان اداره منطقه را به دست گرفت، از بین رفت.

## تاریخ
به موجب مصوبه‌ای که کنگرهٔ شورای نمایندگان کارگران و دهقانان در شهر لنکران در ۲ می ۱۹۱۸ میلادی پس از انقلاب بلشویکی روسیه گرفت مقرر شد که جمهوری مغان در خاک تالش شمالی تشکیل شود. پایتخت این جمهوری شهر لنکران بود. پان ترک‌های مساوات‌چی که بر مناطق ترک‌نشین قفقاز به نام جمهوری آذربایجان حکومت می‌کردند، این جمهوری را به رسمیت نمی‌شناختند. همین علت سبب درگیری میان جمهوری مغان و مساوات‌چی‌ها به مدت ۴ ماه شد. سرانجام جمهوری شکست خورد و مساوات‌چی‌ها تالش شمالی را اشغال و به خاک خود انضمام کردند. در حکومت جمهوری شوروی آذربایجان نیز که پس از چیرگی بلشویک‌ها بر خاک روسیه حاصل آمد، سرزمین تالش شمالی را جزوی از آن قرار دادند.
مخالفان جمهوری اول بار اواسط ژوئن به جمهوری حمله کردند ولی توفیقی نیافتند. بار دوم در ۱۵ ژوئن حمله کردند که منجر به شکست جمهوری جمهوری و عقب‌نشینی نیروهای آن به جزیره ساری شد. انگلیسی‌ها و روس‌های سفید برخی از این افراد را در آشورزاد اعدام کردند.
سیستم حکومتی جمهوری مغان از کمیته اجرایی، شورای اقتصاد، کمیسیون فوق‌العاده، کمیته جنگ، شعبات امور خارجه، دادگستری، امور داخله، فرهنگ مردم و دارایی تشکیل می‌شد.

## پیدایش
در مارس ۱۹۱۹ میلادی مقدمات خیزش مسلحانه از پیش آغاز شده بود و در آوریل، ارتش سرخ لنکران، دسته‌های پارتیزانی سواره نظام بالامحمد زووندلی، دسته پارتیزانی بیگ‌علی علی‌اکبر محمداف، دسته پارتیزانی روستای پریوولنویه به رهبری بوچارنیکوف و گروه از افراد مسلح در جزیره ساری در این خیزش شرکت کردند. در ۲ مه ۱۹۱۹، به استثنای مغان، حکومت بلشویکی در لنکران و اطراف آن برقرار شد و ۱۳ روز بعد جمهوری شوروی مغان اعلام شد. د. د. چیرکین به عنوان رئیس حکومت و شیرعلی آخوندوف به عنوان دستیار او و تیموفی اولیانتسِف به عنوان رئیس کمیته نظامی انقلابی گماشته شدند و یک روزنامه رسمی آغاز به انتشار کرد. از ۱۵ تا ۱۸ مه ۱۹۱۹، کنگره جمهوری شوروی مغان در مدرسه شهر لنکران (که اکنون مدرسه شماره ۱ این شهر است) برگزار شد. آناستاس میکویان در نامه‌ای به ولادیمیر لنین تأکید کرد که دهقانان تالش و روس این ناحیه به طور فعال در این روند شرکت می‌کنند و برای تصرف باکو آماده می‌شوند.در این میان ۲۰۰ سرباز ارتش سرخ نیز از شهر آستراخان برای کمک اعزام شدند.

## نیروهای نظامی
گزارش‌های رسمی اداره اطلاعات عملیاتی ستاد کل وزارت جنگ جمهوری دموکراتیک آذربایجان شوروی نشان می‌داد که این جمهوری ۱۲۰۰ تا ۱۵۰۰ سرباز، عمدتاً روس و ارمنی داشته است که ۴ توپ در لنکران وجود داشته و آرایش نظامی آن ضعیف بوده است. گزارش شده است که بلشویک‌ها در مغان ۱۲ توپ داشتند. ۳ توپ در بیله‌سوار و هواپیماهای آب‌نشین در جزیره ساری وجود داشت.

## سرنگونی
در ۲۴ ژوئیه ۱۹۱۹، بقایای حکومت نظامی موقت مغان، لنکران را بازپس گرفتند. در ۲۸ ژوئیه ۱۹۱۹، تیموفی اولیانتسِف، رئیس کمیته نظامی، نیز کشته شد. در ۹ اوت، این شهر به جمهوری دموکراتیک آذربایجان منتقل شد. دولت جمهوری شوروی مغان به جزیره ساری عقب‌نشینی کرد. آن‌ها وقتی دیدند که دفاع در اینجا غیرممکن است، از هم جدا شدند و جزیره را از سه جهت ترک کردند. از این شمار، ۲۰۰ جنگجو برای پیوستن به ارتش سرخ ترکستان به کراسنوودسک (در ترکمنستان امروزی)  رفتند و ۳۰۰ نفر، عمدتاً زنان و کودکان، با کشتی بخار «میلیوتین» به باکو رفتند. خدمه کشتی به محض رسیدن به باکو دستگیر شدند. گروه سوم به جزیره آشوراده در سواحل ایران منتقل شدند. آنها در ۸ اوت ۱۹۱۹ توسط بریتانیایی‌ها، گاردهای سفید و قزاق‌های ایرانی محاصره و دستگیر شدند. برخی از آنها توسط بریتانیایی‌ها در جزیره آشوراده تیرباران شدند، در حالی که بازماندگان به شهر پتروفسکی، مرکز دنیکینیست‌ها، منتقل شدند.